# Ommatius longiforceps
Ommatius longiforceps är en tvåvingeart som beskrevs av Stanley Willard Bromley 1942. Ommatius longiforceps ingår i släktet Ommatius och familjen rovflugor.
Artens utbredningsområde är Madagaskar. Inga underarter finns listade i Catalogue of Life.